# Râul Repedea, Bistrița
Râul Repedea este un curs de apă, afluent al râului Bistrița. 